# Bains des Trois Rivières
Créés sur les rives de la Vesle en 1882, les bains des "Trois Rivières" symbolisèrent pendant des décennies et pour plusieurs générations, un site champêtre ou l’on venait se détendre, faire des rencontres et apprendre à nager.

## Histoire
En 1882, la municipalité de Reims et la Compagnie de sauveteurs de Reims, crée les "Bains des trois rivières" dans la Vesle. Il s’agit de bains dit froids, soit une sorte de piscine aménagée sur la rivière locale. La Compagnie de sauveteurs de Reims en assure la gestion.
À partir de 1955, la ville rachète et reprend la gestion du site.
L’accès était gratuit et seules les cabines étaient payantes.
En1965, le service de la ville de Reims décide la fermeture des Bains des Trois-Rivières pour cause de pollution de la rivière la Vesle.
Sur place un panneau rappel succinctement l’histoire du site.

## Ecole de natation
Le site était dirigé par la famille Labbé, Edouart, puis Léopold, dit popol, maîtres-nageurs de père en fils. De nombreux rémois y ont appris à nager, d’abord sur la pelouse puis dans l’eau.